# Ozodicera (Dihexaclonus) spilophaea
Ozodicera (Dihexaclonus) spilophaea is een tweevleugelige uit de familie langpootmuggen (Tipulidae). De soort komt voor in het Neotropisch gebied.